# ستاد مشترک سپاه پاسداران انقلاب اسلامی
ستاد مشترک سپاه پاسداران انقلاب اسلامی مرکز برنامه‌ریزی و هماهنگی بین نیروها و واحدهای مختلف سپاه پاسداران انقلاب اسلامی بود، که در سال ۱۳۶۳ تحت عنوان ستاد کل سپاه پاسداران فعالیت خود را آغاز کرد. این مرکز در سال ۱۳۷۰ به ستاد مشترک سپاه پاسداران تغییر نام داد و از اسفند ۱۳۸۶ وظایف آن به معاونت هماهنگ‌کننده سپاه پاسداران واگذار گردید. در حال حاضر سرتیپ بسیجی محمدرضا نقدی معاونت هماهنگ‌کننده سپاه پاسداران را برعهده دارد.

## آیین‌نامه سپاه
در مادهٔ ۲۴ اساس‌نامهٔ سپاه پاسداران آمده است:
ستاد مرکزی؛ واحدهای امور پرسنلی، آموزش نظامی، آموزش عقیدتی و سیاسی، انتشارات و تبلیغات، اطلاعات، طرح و عملیات، بسیج مستضعفین و مهندسی ستاد مرکزی را تشکیل می‌دهند، که تحت ریاست رئیس ستاد اداره می‌شود. ستاد مرکزی، فرمانده کل را در جهت اجرای اهداف سپاه، از طریق برنامه‌ریزی، پشتیبانی و نظارت، یاری می‌نماید. مسئولین واحدهای ستاد مرکزی؛ معاونین فرمانده کل در تخصص مربوطه بوده و ستاد مرکزی وظایف خود را با همکاری ستادهای دیگر رده‌ها انجام‌ می‌دهد.

## رئیسان
با تغییر ساختار «ستاد کل سپاه پاسداران» و تبدیل آن به «ستاد مشترک سپاه پاسداران» در سال ۱۳۷۰ محمدباقر ذوالقدر به ریاست ستاد مشترک سپاه منصوب شد. جایگاه ریاست ستاد مشترک سپاه از ۷ اسفند ۱۳۸۶ به «معاونت هماهنگ‌کننده سپاه» تغییر نام داد و سید محمد حجازی از آن پس در جایگاه این معاونت، ادامه کار داد. پس از حجازی به ترتیب جمال‌الدین آبرومند، علی فدوی و محمدرضا نقدی این سمت را عهده‌دار شدند.

## جانشینان

### جانشینان رئیس ستاد کل
- عباس محتاج (۱۳۶۷ – ۱۳۶۸)
- علی لاریجانی (۱۳۶۸ – ۱۳۷۰)

### جانشینان رئیس ستاد مشترک
1. سرتیپ پاسدار علی لاریجانی (۱۳۷۰ – ۱۳۷۱)
2. سرتیپ پاسدار حسین دهقان (۱۳۷۱ – ۱۰ دی ۱۳۷۵[۱۲])
3. سرتیپ پاسدار حسین نجات (۱۰ دی ۱۳۷۵[۱۲] – ۱۳۷۶)
4. سرتیپ دوم پاسدار مهدی محمدی‌فرد (؟ – ؟)
5. سرتیپ پاسدار علی شمشیری (؟ – ۸ آبان ۱۳۸۴[۱۳])
6. سرتیپ پاسدار حسین سلامی (۲۹ آبان ۱۳۸۴[۱۴] – ۱ بهمن ۱۳۸۴)
7. سرتیپ پاسدار حسین ظریف‌منش (؟ – ۶ اسفند ۱۳۸۶)